# Existentialisme chrétien
 (avril 2022).
L’existentialisme chrétien est une école de pensée que l'on[Qui ?] rattache souvent à l'œuvre du philosophe danois Søren Kierkegaard.

## Thèmes kierkegaardiens
De cette même façon, Kierkegaard croyait que chaque personne doit faire individuellement les choix qui réalisent sa propre existence. Aucune structure imposée – même des commandements bibliques – ne peut altérer la responsabilité des individus à chercher à plaire à Dieu de quelque façon personnelle et paradoxale qui puisse l'agréer. Chaque individu souffre l'angoisse de l'indécision (conception élargie de l'agnosticisme) jusqu'à ce qu'il fasse un « acte de foi » ou « saut de la foi » et s'engage vis-à-vis d'un choix particulier. Chaque personne se trouve face à la responsabilité de son libre-arbitre ainsi qu'au fait qu'un choix, même mauvais, doit être fait pour que l'on puisse véritablement vivre.
Kierkegaard entretenait également l'idée que tout être humain existe sur l'une des trois sphères (ou l'un des trois plans) de l'existence, l'esthétique, l'éthique et le religieux. La plupart des gens, observait-il, vivent une vie esthétique dans l'immédiat du désir où rien n'a d'importance que les apparences, les plaisirs et le bonheur. C'est en accord avec les exigences de cette sphère que les gens suivent les conventions sociales. Kierkegaard considérait aussi la violation des conventions sociales pour des raisons personnelles (p.ex. pour la poursuite de la célébrité, de la réputation ou par esprit de rébellion) comme des choix esthétiques personnels. Bien plus petit est le nombre des gens qui vivent dans la sphère éthique, qui ont décidé de s'affirmer en tant qu'individus responsables, font de leur mieux pour faire les bonnes choses et voient plus loin que les superficielles amabilités et idées de la société. Chez Kierkegaard, évoluer sur la sphère de l'éthique inclut la possibilité d'une éthique de la situation bien menée, qui dérive des conventions sociales. La troisième et plus élevée des sphères est la sphère de la foi. Pour être dans la sphère de la foi, Kierkegaard estime qu'il faut donner l'entièreté de soi-même à Dieu, effort du christianisme authentique.

## Existentialistes chrétiens
On retrouve parmi les existentialistes chrétiens des théologiens américains tels que Paul Tillich et européens tels que Karl Jaspers, Gabriel Marcel et Paul Ricœur (à relativiser) du côté francophone, mais aussi, en Amérique du Nord, le philosophe canadien Jacques Lavigne.
Un existentialiste chrétien qui a marqué l'histoire est également Blaise Pascal. Sa théorie existentielle repose sur le divertissement, soit le fait de vouloir se divertir afin d'oublier la finitude humaine. D'une certaine façon, cet auteur revalorise l'apathie en montrant l'acceptation de la condition humaine.
Notons aussi l'apport d'existentialistes tels que Miguel de Unamuno en Espagne